# Mark Pickering
Mark Pickering is een voormalig Australisch waterskiër.

## Levensloop
Pickering werd in 1985 wereldkampioen in de Formule 1 van het waterski racing.

## Palmares
- Wereldkampioenschap: 1985